# Tamaca
Tamaca es una parroquia del municipio Iribarren, ubicada en el estado Lara, Venezuela. Se encuentra al norte de la ciudad de Barquisimeto, a aproximadamente 10 km de distancia. La parroquia abarca una superficie de 20,4 km² y cuenta con una población de alrededor de 83 000 habitantes.
La parroquia tiene un clima tropical seco, con una temperatura promedio de 27 °C.
La economía de Tamaca se basa en la agricultura, la ganadería y el comercio. Los el principal cultivo es de maíz amarillo. La ganadería se centra en la cría de ganado caprino.
Presenta una infraestructura de servicios básicos con un desarrollo limitado, lo que afecta el acceso a agua potable, electricidad, alcantarillado y telecomunicaciones. En el ámbito educativo, la parroquia dispone de instituciones tanto públicas como privadas para la formación académica. La atención médica, por su parte, es proporcionada a través de un ambulatorio que atiende las necesidades sanitarias de la población.

## Atractivos turísticos
- Parque Temático Tierra del Fuego, que exhibe piezas de la cultura caquetío.
- Iglesia San Antonio de Padua, un templo católico construido en el siglo XVIII.

## Sectores y Caseríos
- Nonavana
- Las Palmitas
- Corderito
- Cordero
- Laguna de Paja
- Laguna Salada
- Potrero
- Las Tunas
- Las Tunitas
- Tamaquita
- Retén Arriba
- Retén Abajo
- Las Plazuelas
- Colinas de San Rafael
- Valles de Uribana
- Urbanización Arco Iris
- Las Casitas
- Rancho Maldero
- Vista Alegre
- Llano Alto
- San Antonio
- Los Alcaravanes
- La Laguna
- Urbanización Don Jesús
- Urbanización Don Aurelio
- Yucatán Comunidad
- Yucatán Urbanización
- Yucatán Hacienda
- Yucatán Los Bloques
- Urbanización La Roca del Norte
- Cardonal
- Las Llanadas
- Las Nuevas Delicias
- Che Guevara
- Las Delicias
- La Floresta
- Urbanización Los Ríos
- Las Rurales
- El Paraíso
- Romeral I
- Romeral II
- Romeral III
- Ana Soli
- La Nueva Esperanza [4]